# Еразанк (футбольный клуб, Ереван)
«Еразанк» — советский и армянский футбольный клуб из Еревана. Основан не позднее 1985 года.

## Названия
- 1985 — «Кошкагорц».
- 1990 — «Кошкагорц-Наири».
- 1991 — «Кошкагорц».
- 1992 — «Шенгавит».
- 1993—1995 — «Еразанк».

Также встречалось обозначение «Обувщик» Наирийск («Кошкагорц» по-армянски).

## Достижения
6-е место в зональном турнире Второй низшей лиги СССР (1991).
8-е место в Высшей лиге Армении  (1993).

## Известные игроки
- Амбарцумян, Виген Леонидович